# Fritz Dittloff
Fritz Dittloff (* 18. Juli 1894 in Schleusendorf, Kreis Bromberg; † 8. Februar 1954 in Hannover) war ein deutscher Politiker (BHE).

## Leben
Dittloff besuchte eine Oberrealschule und begann nach dem Abitur eine Lehre als Maurer. Von 1914 bis 1918 war er als Freiwilliger Kriegsteilnehmer des Ersten Weltkrieges. Im Jahr 1926 begann er eine landwirtschaftliche Lehrzeit und Inspektorentätigkeit in Ostpreußen. Er studierte Landwirtschaft und Handel an der Universität Königsberg, wo er 1928 promoviert wurde.
Zwischen den Jahren 1926 und 1934 war er Alleinvorstand der dem Deutschen Reich gehörenden Deutsch-Russischen Saatbau AG in Berlin. Ferner leitete er die „Konzession Drusag“ im Nordkaukasus. Nach dem Rückzug des deutschen Investors 1934 war er bis 1945 für den Kauf und die Bewirtschaftung der Saatgutwirtschaft Siebenschlößchen im Kreis Pyritz in Pommern verantwortlich. Mit Kriegsbeginn im Jahr 1939 erfolgte seine Wiedereinberufung zur Wehrmacht. Er war Hauptmann der Reserve und verblieb nach dem Krieg zu 50 Prozent kriegsbeschädigt.
In seinem Entnazifizierungs-Verfahren verschwieg Dittloff, dass er zum 11. Januar 1934 der SS beigetreten war.
Dittloff war erster Vorsitzender des BHE-Kreisverbandes in Uelzen und wurde für den BHE Mitglied des Niedersächsischen Landtages in der zweiten Wahlperiode vorn 6. Mai 1951 bis 2. Mai 1952.